# Izzatul Musfirah Binti Ahmad Kamal
Izzatul Musfirah Binti Ahmad Kamal (Jawi عزت الموسفيرة بنت احمد كمال; * 23. Februar 2008) ist eine malaysische Leichtathletin, die sich auf den Sprint spezialisiert hat.

## Sportliche Laufbahn
Erste Erfahrungen bei internationalen Meisterschaften sammelte Izzatul Musfirah Binti Ahmad Kamal im Jahr 2024, als sie bei den U20-Asienmeisterschaften in Dubai in 24,89 s den achten Platz im 200-Meter-Lauf belegte und über 100 Meter mit 12,73 s im Vorlauf ausschied. Im Jahr darauf belegte sie bei den U18-Asienmeisterschaften in al-Qatif in 12,06 s den vierten Platz im 100-Meter-Lauf und kam über 200 Meter mit 24,85 s nicht über die Vorrunde hinaus.
2024 wurde Musfirah Binti Ahmad Kamal malaysische Meisterin im 200-Meter-Lauf.

## Persönliche Bestleistungen
- 100 Meter: 12,06 s (+1,4 m/s), 16. April 2025 in al-Qatif
- 200 Meter: 24,71 s (−0,6 m/s), 20. Juli 2024 in Kuala Terengganu